# Drwal

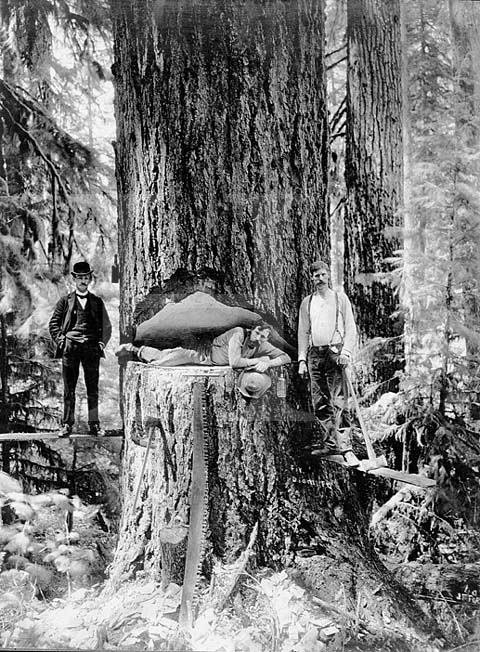
Drwale w Oregonie, 1910 r.

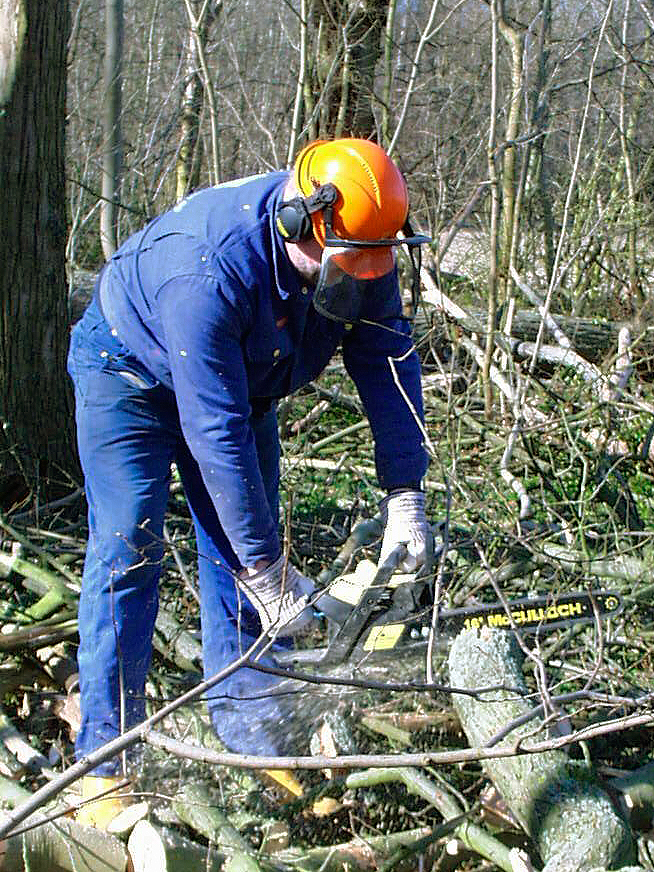
Współczesny drwal, 2002 r.

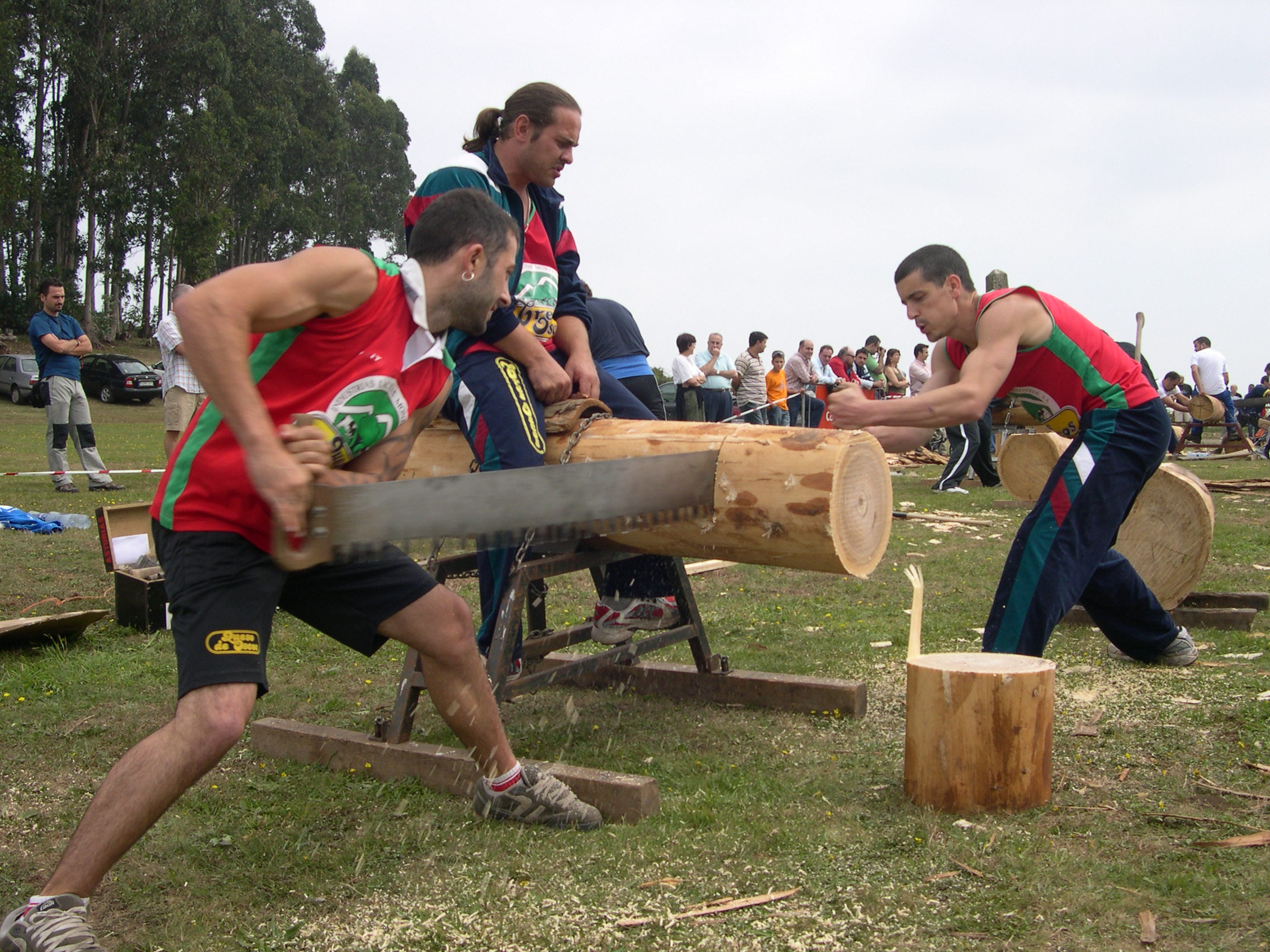
Rywalizacja sportowa

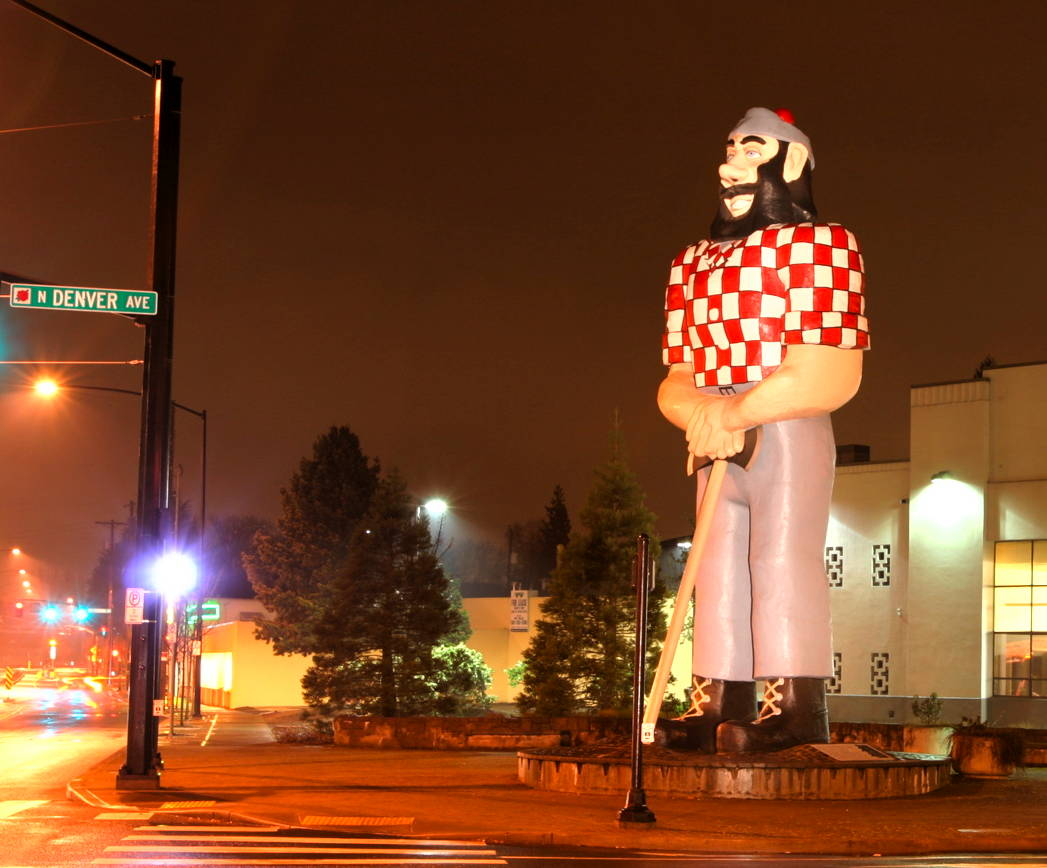
Pomnik Paula Bunyana w Portlandzie

Drwal – człowiek pracujący w leśnictwie, który ścina drzewa i dostarcza drewno np. dla przemysłu budowlanego i papierniczego.

## Historia
Drwal pracował w obozach drwali i wiódł koczowniczy tryb życia, przemieszczając się pomiędzy miejscami wycinki lasów. Drwalnictwo było pracą sezonową. Drwal zwykle mieszkał w noclegowniach lub namiotach. Jego narzędziami pracy były siekiera i piła.
Drwali można było spotkać wszędzie, gdzie rosły lasy i występowało zapotrzebowanie na drewno, a zwłaszcza w Skandynawii, Kanadzie i w USA. W Stanach Zjednoczonych wielu drwali było pochodzenia skandynawskiego lub fińskiego. Przejmowali oni zawód po swoich rodzicach i dziadkach. Amerykańscy drwale pracowali najpierw w rejonach północno-wschodnich stanów, potem stopniowo przenosili się na zachód. Ich życie i wędrówkę udokumentował Stewart Holbrook w swoich licznych książkach. Przedstawiał on drwali jako silnych, dużo pijących, dzikich ludzi.
Podział pracy w obozach drwali doprowadził stopniowo do specjalizacji pracy w zespołach. Powstały grupy drwali, takie jak „gwizdacze” i „wspinacze”. Zadaniem „gwizdacza” było ostrzeganie innych drwali gwizdem, gdy drzewo, które ścinali, zaczynało się niebezpiecznie chwiać. Dobry „gwizdacz” musiał być spostrzegawczy i myśleć szybko, gdyż to od niego zależało życie załogi. „Wspinacz” używał stalowych haków i liny do wspinania się na drzewa, gdzie ścinał ich konary i wierzchołek. Przed wynalezieniem nowoczesnych silników spalinowych używano maszyn napędzanych parą lub siłą zwierząt do przenoszenia pni drzew do najbliższej stacji kolejowej lub tartaku. Inną metodą transportu drewna było spławianie go, czyli wrzucanie pni do rzeki i pozwalanie im na płynięcie z prądem, aż do miejsca, gdzie były wyławiane.

## Dzisiejszy drwal
Nowoczesna technologia zmieniła w znacznym stopniu pracę drwala. Choć podstawowe zadanie ścinania drzew pozostało takie samo, metody i narzędzia uległy znacznej modernizacji. Dziś używa się potężnych maszyn, mogących ścinać i transportować olbrzymie drzewa. Zwraca się także większą uwagę na bezpieczeństwo i ochronę środowiska. Mimo to według The Wall Street Journal zawód drwala jest uznawany za najgorszy zawód na świecie z powodu niebezpieczeństwa i kiepskiej płacy.

## Zawody sportowe drwali
Dzisiejsi drwale organizują często specjalne zawody. Ich tradycja rozpoczęła się w starych obozach drwali, gdzie pracownicy udowadniali, kto jest najsilniejszy i najsprawniejszy. Dziś pomagają utrzymać tradycję drwalnictwa. Wiele zakładów drwalniczych posiada swoje drużyny, organizowane są zawody regionalne, narodowe i międzynarodowe. Oficjalnymi mistrzostwami drwali są Timbersports Series, które są transmitowane w telewizji. Konkurencje to np. przerąbywanie stojącej kłody (Standing Block Chop) lub przecinanie kłody przy użyciu olbrzymiej pilarki o mocy 62 KM (Hot saw). Warto dodać, że w 2008 roku Polacy zajęli 2. miejsce w Europie.
Mistrzostwa Świata Drwali organizowane są od ponad 50 lat. Odbywają się co 2 lata w innym kraju świata. Polska reprezentacja zawodowych drwali brała udział w zawodach już w  latach 90. Mistrzostwa organizowane są przez Międzynarodowe Stowarzyszenie Zawodów Drwali IALC. Członkami organizacji są stowarzyszenia drwali działające na terenie 22 państw. Każde ze stowarzyszeń ma prawo do zgłoszenia do zawodów narodowej drużyny. W 2007 r. Mistrzostwa Świata Drwali odbyły się na jesieni w Niemczech, brała w nich udział także Polska Kadra Narodowa.
19 czerwca osiemnastu drwali z całej Polski wzięło udział w zawodach, które były polskimi eliminacjami do Mistrzostw Świata Drwali. Oprócz zawodników i sędziów na rozpoczęciu obecni byli przedstawiciele organizatorów: Generalnej Dyrekcji Lasów Państwowych oraz Stowarzyszenia Przedsiębiorców Leśnych, leśnicy, przedstawiciele lokalnych władz samorządowych, mediów, najbliżsi zawodników oraz przedstawiciele sponsora – firmy Husqvarna. Zawody odbyły się na terenie Nadleśnictwa Spychowo.

## Kultura masowa
Dzisiejszy stereotyp drwala to silny, krzepki mężczyzna, lubiący obcować z naturą. Zwykle nosi szelki, flanelową koszulę w kratę i solidne buty. Nadal używa tradycyjnej siekiery, lub piły. Ponadto wiele horrorów przedstawia drwali jako posępnych i zarośniętych samotników, którzy jednak mimo tego, że wzbudzają strach, ostatecznie okazują się być postaciami pozytywnymi.
Najpopularniejszym stereotypem drwala jest Paul Bunyan, bohater amerykańskich legend.